# E=mc² (Audio 2)
E=mc² è il secondo album in studio del gruppo musicale italiano Audio 2, pubblicato nell'aprile 1995 dalla PDU.

## Descrizione
L'album contiene 11 brani interamente composti dagli stessi Giovanni Donzelli e Vincenzo Leomporro, fra i quali i noti Alle venti (colonna sonora del film I laureati) e Rotola la vita. Il titolo è un omaggio all'omonima equazione enunciata da Albert Einstein.

## Tracce
1. Alle venti...
2. Il bimbo
3. Gatto persiano
4. Dentro a ogni cosa
5. Tangibili occasioni
6. Rotola la vita
7. Io ho te
8. Non sono Alain Delon
9. Adriatico
10. I nodi del pallone
11. Io pago in lire

## Formazione
Gruppo
- Giovanni Donzelli – voce
- Vincenzo Leomporro – voce

Altri musicisti
- Paolo Gianolio – chitarra acustica, chitarra elettrica
- Maurizio Dei Lazzaretti – batteria
- Sergio Farina – chitarra aggiuntiva
- Massimo Bozzi – tastiera, percussioni, sassofono soprano
- Tonino Landini – chitarra
- Massimo Moriconi – basso
- Danilo Rea – pianoforte, Fender Rhodes
- Massimiliano Pani – tastiera
- Susy Wender – cori